# Štefan Pinter
Štefan Pinter (mađarski Pintér István, o. 25. siječnja, 1831. – 11. prosinca, 1875.) je bio slovenski seoski sudac i pjesnik u Mađarskoj.
Živio je u Gornjem Seniku, u talu Janezovi breg (prekomurski Janošovi brejg). Ovdje se rodio. Megovi roditelji su bili stariji Štefan Pinter i Marija Bajzek. Obitelji Pinter, Pintar, Pintaric u Prekomurju i Slovenskom Porabju u Mađarskoj su njemačkog podrijetla.
1864. godine je održavala jedna katolička pjesmarica, koje autor je bio Pinter. U pjesmarici je najstarija pjesma Krisztus nam je od szmrti sztao (Krist nam je uskrsnuo od mrtvih) srednjovjekovna uskrsna (vüzemska) pjesma od staroga stiškog rukopisa (15. stoljeće). Pjesma je preko Prlekije došla u Porabje i Pinter ju je ondje zapisao.